# Cantón de Aignan
El cantón de Aignan era una división administrativa francesa, que estaba situada en el departamento de Gers y la región de Mediodía-Pirineos.

## Composición
El cantón estaba formado por trece comunas:
- Aignan
- Avéron-Bergelle
- Bouzon-Gellenave
- Castelnavet
- Fustérouau
- Loussous-Débat
- Lupiac
- Margouët-Meymes
- Pouydraguin
- Sabazan
- Saint-Pierre-d'Aubézies
- Sarragachies
- Termes-d'Armagnac

## Supresión del cantón de Aignan
En aplicación del Decreto n.º 2014-254 de 26 de febrero de 2014, el cantón de Aignan fue suprimido el 22 de marzo de 2015 y sus 13 comunas pasaron a formar parte; once del nuevo cantón de Adour-Gersoise y dos del nuevo cantón de Fezensac.